# Ромуальд Салернский
Ромуальд Салернский, или Ромуальд Гварна (итал. Romualdo Salernitano, Romualdo Guarna, лат. Romoaldus Salernitanus; около 1115, Салерно — 1 апреля 1181, там же) — государственный деятель Сицилийского королевства, архиепископ Салерно (1153—1181), хронист и историк церкви.

## Биография
Происходил из знатной норманнской семьи Гварна города Салерно. В юности учился в Медицинской школе Салерно, где, помимо медицины, изучал богословие, право и историю. Сицилийский хронист  Гуго Фальканд называл его «человеком, искушенным в законах природы» (лат. virum in phisica probatissimum). Был возведён в кардиналы-диаконы римской церкви Санта-Мария-ин-Виа-Лата папой Пасхалием II, после чего выполнял ряд дипломатических миссий. В 1153 году посвящён был в архиепископы своего родного города Салерно, после чего играл важную роль в жизни Сицилийского королевства.
В 1156 году вместе с Майо из Бари и Гуго, архиепископом Палермо, был представителем Вильгельма I Злого на переговорах с папой Адрианом IV, закончившихся подписанием Беневентского договора, самой важной дипломатической победы Сицилийского королевства над папами. Впоследствии, будучи осведомлённым о планировавшемся убийстве Майо (1160), сумел остаться в тени и сохранить доверие Вильгельма Злого. 11 марта 1161 года совместно с Ричардом Палмером, епископом Сиракуз, и другими иерархами призвал жителей Палермо восстать против заговорщиков, захвативших в плен короля и его семью, и тем самым способствовал спасению Вильгельма. Летом 1162 года, когда король осаждал принявший участие в баронском мятеже Салерно, вступился за свой город и убедил короля пощадить его жителей. В 1166 году во время смертельной болезни Вильгельма Злого, обладая глубокими познаниями в медицине, находился при умирающем короле.
10 мая 1166 года короновал в кафедральном соборе Палермо нового короля Вильгельма II Доброго. В 1177 году вместе с графом Рожером ди Андрия представлял Вильгельма II Доброго на Венецианском конгрессе, на котором Фридрих I Барбаросса примирился с папой Александром III и Ломбардской лигой.
Скончался 1 апреля 1181 (по другим данным 1182) года и погребён в Салерно.

## Сочинения
Главным трудом Ромуальда стала его «Хроника, или анналы» (лат. Chronicon sive Annales), начинающаяся с сотворения мира и охватывающая период до 1178 года. Основными источниками для неё послужили: «Хроника монастыря Монтекассино» Льва Остийского и его продолжателей, «Амальфийская хроника» и анналы Лупа Протоспафария. Начиная с 1159 года сообщения в хронике носят отчасти автобиографический характер и основаны, главным образом, на личных воспоминаниях автора.
Рассматривая историю Сицилийского королевства, Ромуальд чётко разделяет в своём сочинении компетенции нормандской монархии, империи и папства. Он достаточно предвзятый летописец: наиболее подробно он описал события, в которых принимал участие лично, преувеличив свою в них роль, что видно из сравнения с другими источниками, например, «Историей сицилийских тиранов» Гуго Фальканда. События же, происходившие помимо его участия, проигнорированы или упомянуты им вскользь. Тем не менее, хроника Ромуальда является ценнейшим источником для изучения царствования Вильгельма I Злого и Вильгельма II Доброго.
Ему приписывается также «Краткая история Салернской церкви» (лат. Breviarium Salernitanae Ecclesiae).
Труды его были опубликованы в 1866 году в Ганновере в XIX томе «Monumenta Germaniae Historica» под редакцией профессора Фердинанта Арндта. Заново отредактированное издание было подготовлено в 1914 году в Читта-ди-Кастелло для VII тома «Rerum Italicarum Scriptores» итальянским историком и источниковедом Карло Альберто Гаруфи, и в 1932 году переиздано в Болонье.
Первый полный русский перевод, выполненный И. В. Дьяконовым по изданию Арндта, дополненный примечаниями переводчика, опубликован в 2021 году издательством «Русская панорама» в сборнике «Хроники Сицилийского королевства» из серии «MEDIÆVALIA: средневековые литературные памятники и источники».

## Издания
- Хроника Ромуальда Салернского // Хроники Сицилийского королевства / Пер. с лат. И. В. Дьяконова. — М.: Русская панорама, 2021. — С. 225—346. — (MEDIÆVALIA: средневековые литературные памятники и источники). — ISBN 978-5-93165-458-4.